# 70 Geminorum
70 Geminorum är en gul jätte i stjärnbilden Tvillingarna.
70 Geminorum har visuell magnitud +5,57 och är synlig för blotta ögat vid normal seeing. Den befinner sig på ett avstånd av ungefär 370 ljusår.